# Russell Currier

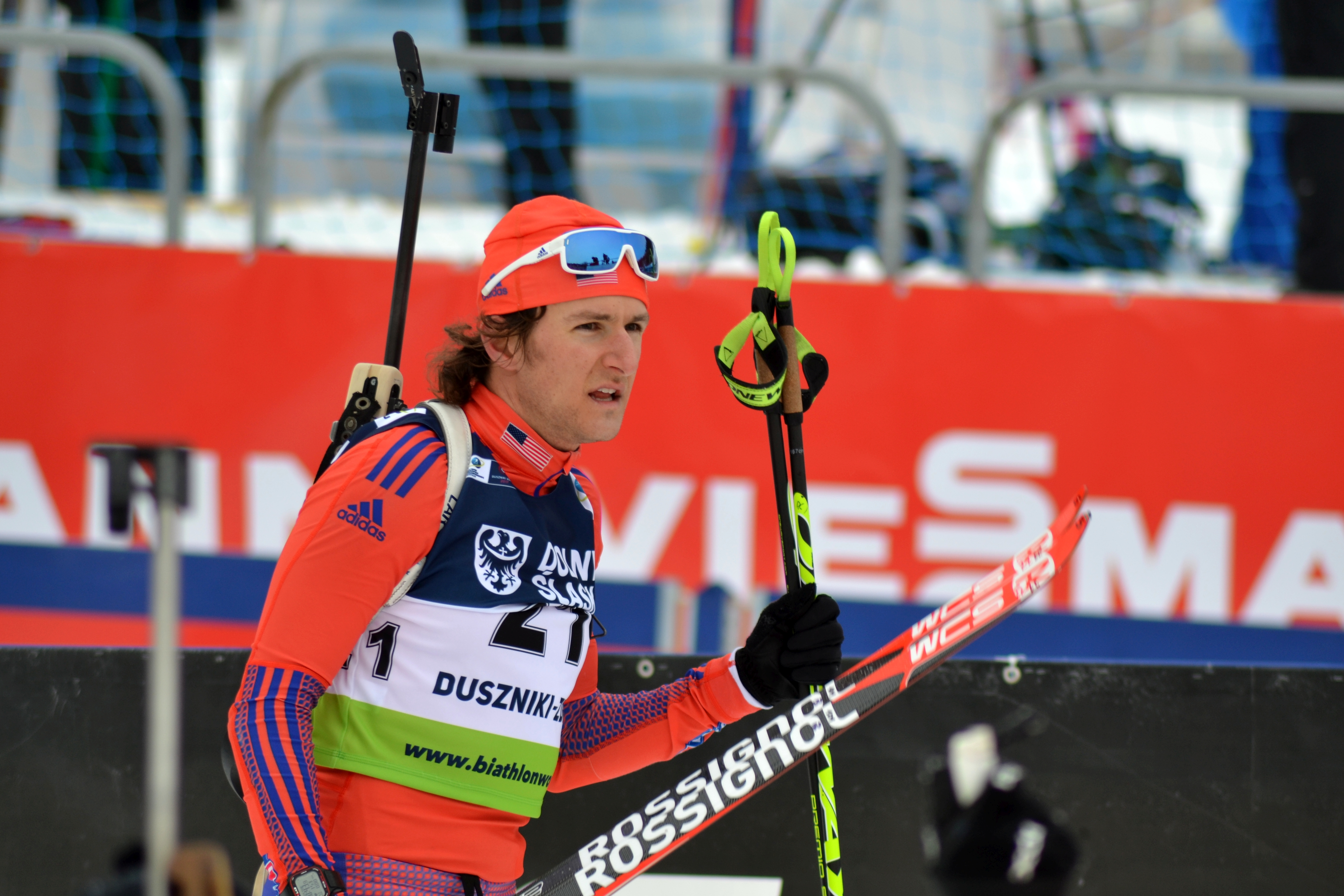
Russell Currier 2017

Russell Currier (ur. 18 czerwca 1987 w Caribou) – amerykański biathlonista. Zadebiutował w biathlonie w rozgrywkach juniorskich w roku 2004.
Starty w Pucharze Świata rozpoczął zawodami w Östersund w roku 2008 zajmując 108. miejsce w biegu indywidualnym. Jego najlepszy dotychczasowy wynik w Pucharze świata to 56. miejsce w biegu pościgowym w P'yŏngch'ang w sezonie 2008/09.
Podczas Mistrzostw świata juniorów w roku 2007 w Martell zajął 36. miejsce w sprincie, 33 w biegu pościgowym, nie dobiegł do mety w biegu indywidualnym i zajął 16. miejsce w sztafecie. Na Mistrzostwach świata juniorów w roku 2008 w Ruhpolding zajął 15. miejsce w biegu indywidualnym, 15 w sprincie, 20 w biegu pościgowym i 9 w sztafecie.
Na Mistrzostwach świata w roku 2008 w Östersund zajął 79. miejsce w biegu indywidualnym oraz 16 w sztafecie. Na Mistrzostwach świata w roku 2009 w Pjongczangu zajął 57. miejsce w sprincie, 56 w biegu pościgowym oraz 21 w sztafecie męskiej i 18 w sztafecie mieszanej.

## Osiągnięcia

### Zimowe igrzyska olimpijskie
| 2014 Soczi/Krasnaja Polana (Rosja) | 49. miejsce (IN), 61. miejsce (SP), |

### Mistrzostwa Świata Juniorów
- 2005 Kontiolahti – 30. (bieg indywidualny), 52. (sprint), 54. (bieg pościgowy), 17. (sztafeta)
- 2006 Presque Isle – 47. (bieg indywidualny), 37. (sprint), 43. (bieg pościgowy), 12. (sztafeta)
- 2007 Martell-Val Martello – DNF. (bieg indywidualny), 36. (sprint), 33. (bieg pościgowy), 16. (sztafeta)
- 2008 Ruhpolding – 15. (bieg indywidualny), 15. (sprint) 20. (bieg pościgowy), 9. (sztafeta)

### Mistrzostwa świata
- 2008 Östersund – 79. (bieg indywidualny), 16. (sztafeta)
- 2009 P'yŏngch'ang – 57. (sprint), 56. (bieg pościgowy), 18. (sztafeta mieszana), 21. (sztafeta)
- 2012 Ruhpolding – 63. (sprint)

#### Miejsca w klasyfikacji generalnej
| Sezon     | Miejsce |
| --------- | ------- |
| 2011/2012 | 52.     |